# Sambische Badmintonmeisterschaft 1973
Die Sambische Badmintonmeisterschaft 1973 fand in Lusaka statt. Tina Kotze und der gebürtige Däne Heine Jørgensen gewannen je zwei Titel, wobei Jørgensen seinen Titel im Mixed nicht verteidigen konnte.

## Titelträger
| Disziplin    | Sieger                       |
| ------------ | ---------------------------- |
| Herreneinzel | Heine Jørgensen              |
| Dameneinzel  | Julia Furlonger              |
| Herrendoppel | Heine Jørgensen Vishnu Kapil |
| Damendoppel  | Tina Kotze Maureen Guy       |
| Mixed        | S. Junnakar Tina Kotze       |